# Крістіан Гамбоа
Крістіан Гамбоа (ісп. Cristian Gamboa, нар. 24 жовтня 1989, Ліберія) — костариканський футболіст, захисник німецького «Бохума» та національної збірної Коста-Рики.

## Клубна кар'єра
У дорослому футболі дебютував 2009 року виступами за команду «Ліберія Міа», в якій провів три сезони, взявши участь у 5 матчах чемпіонату, після чого рік провів в «Ередіано».
Влітку 2010 року перебрався у Європу, підписавши контракт з норвезьким «Фредрікстадом».
Своєю грою привернув увагу представників тренерського штабу «Копенгагена», до складу якого приєднався влітку 2011 року, проте в данській команді Гамбоа не зіграв жодного матчу в чемпіонаті і в серпні 2012 року на правах оренди до кінця сезону перейшов у «Русенборг».
Після завершення терміну оренди «Русенборг» повністю викупив контракт футболіста. Загалом за команду з Тронгейма провів 40 матчів у національному чемпіонаті.
Влітку 2014 року уклав трирічний контракт з англійським «Вест-Бромвіч Альбіон», якому трансфер захисника обійшовся за неофіційними даними у 2 мільйони фунтів. У новому клубі мав проблеми з потраплянням до основного складу, протягом першого сезону в Англії провів лише 10 матчів у чемпіонаті, а в сезоні 2015/16 лише одного разу виходив на поле.
30 серпня 2016 року перейшов до шотландського «Селтіка». У складі лідера шотландської футбольної першості також не зміг стати стабільним гравцем «основи», провівши за перший сезон у Глазго 17 ігор чемпіонату, а наступного сезону лише двічі з'являвся на полі.

## Виступи за збірні
2009 року залучався до складу молодіжної збірної Коста-Рики, разом з якою брав участь у молодіжному чемпіонаті світу 2009 року. Всього на молодіжному рівні зіграв у 6 офіційних матчах.
В січні 2010 року дебютував в офіційних матчах у складі національної збірної Коста-Рики. Учасник чемпіонату світу 2014 року. Взяв участь в усіх п'яти матчах костариканців на турнірі, який став найбільш успішним в історії цієї збірної — вона сягнула стадії чвертьфіналів, на якій лише у серії пенальті поступилася збірній Нідерландів.
У травні 2018 року був включений до заявки збірної Коста-Рики на свій другий чемпіонат світу — тогорічну світову першість в Росії.

## Титули і досягнення
- Чемпіон КОНКАКАФ (U-20): 2009
- Володар Кубка Данії (1):

«Копенгаген»:  2011–12
- Володар Кубка Шотландії (2):

«Селтік»: 2016–17, 2017–18
- Чемпіон Шотландії (3):

«Селтік»: 2016–17, 2017–18, 2018–19
- Володар Кубка шотландської ліги (3):

«Селтік»: 2016–17, 2017–18, 2018–19